# Rising Auto

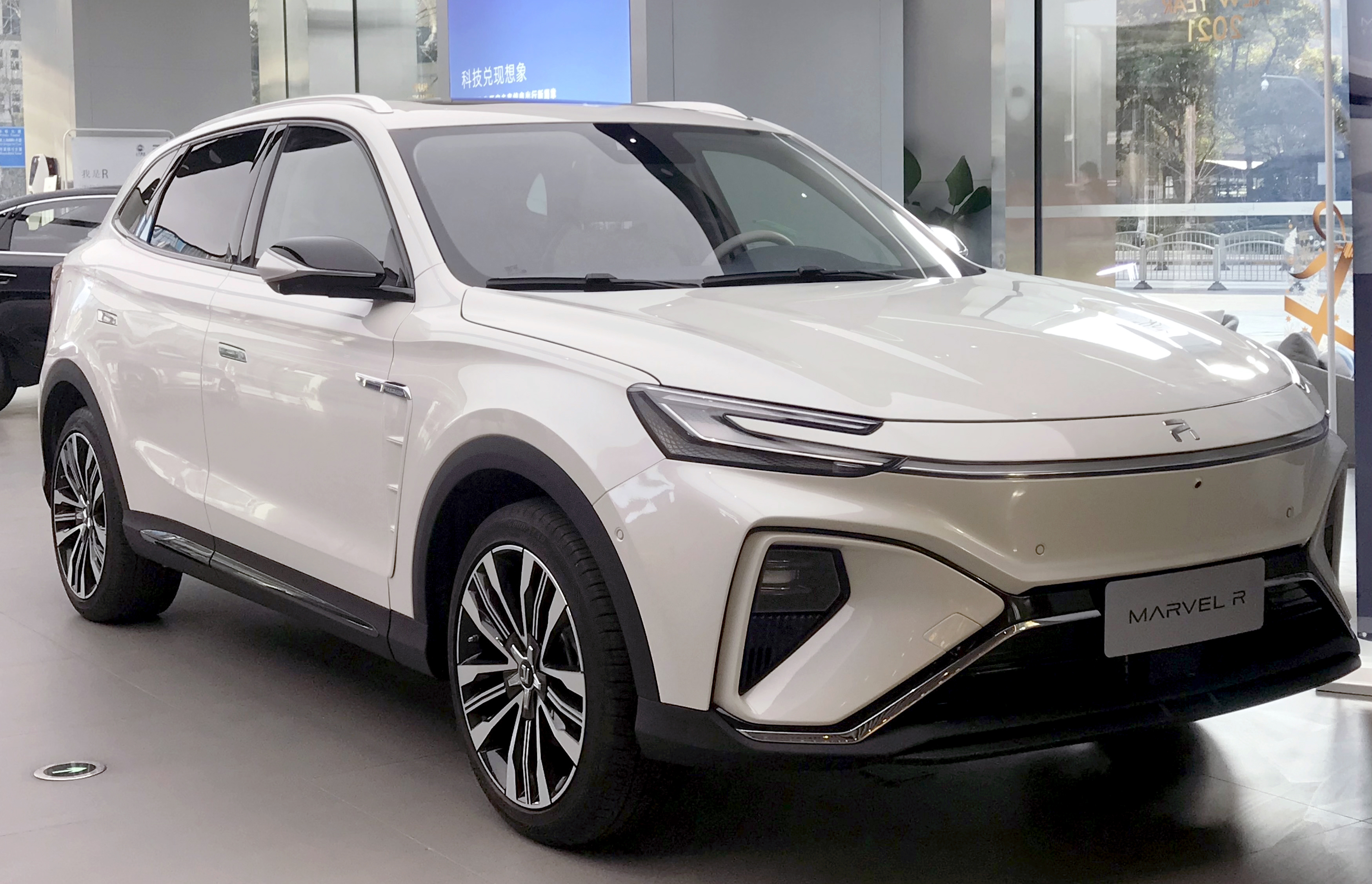
Rising Marvel R

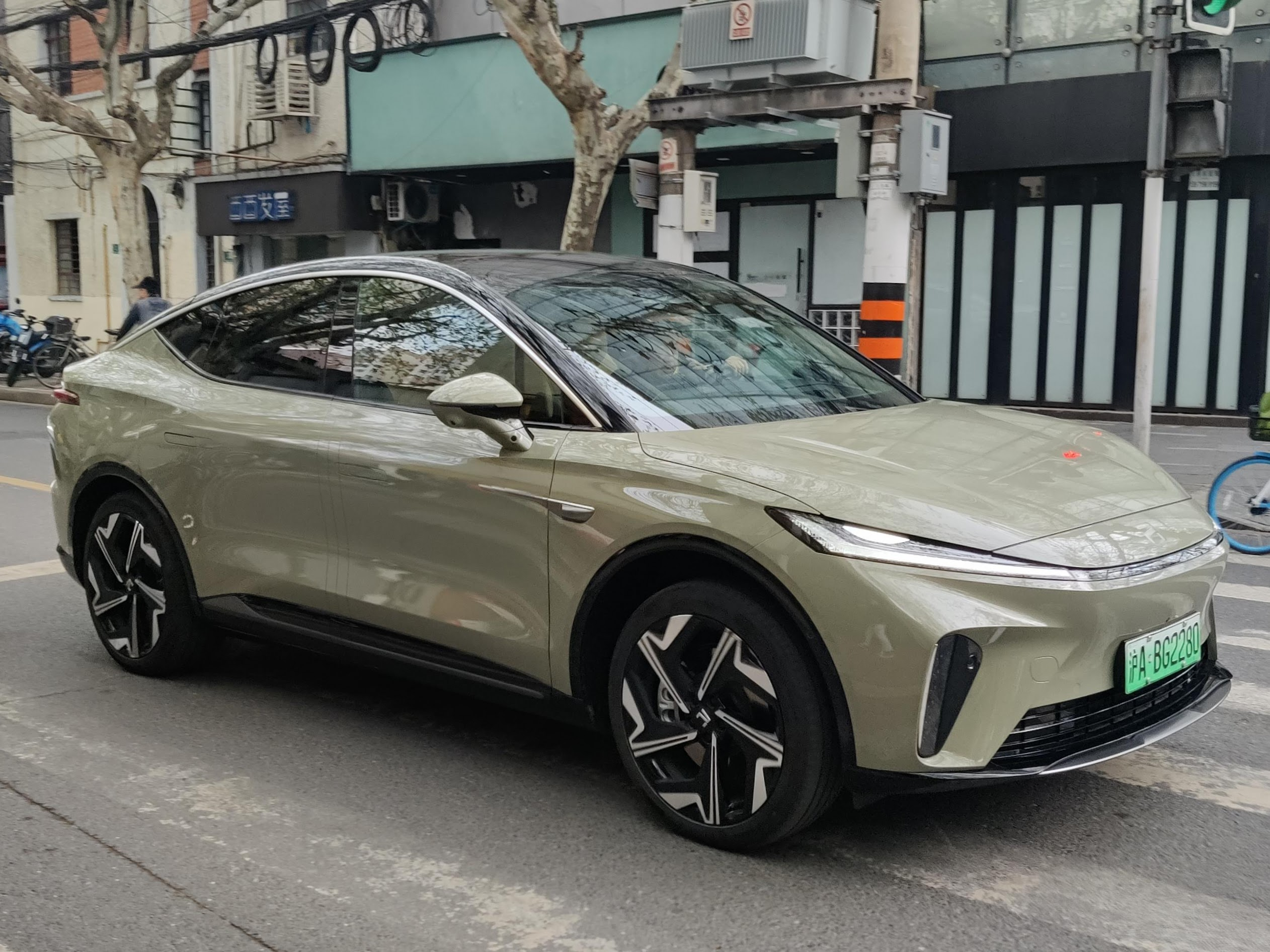
Rising R7

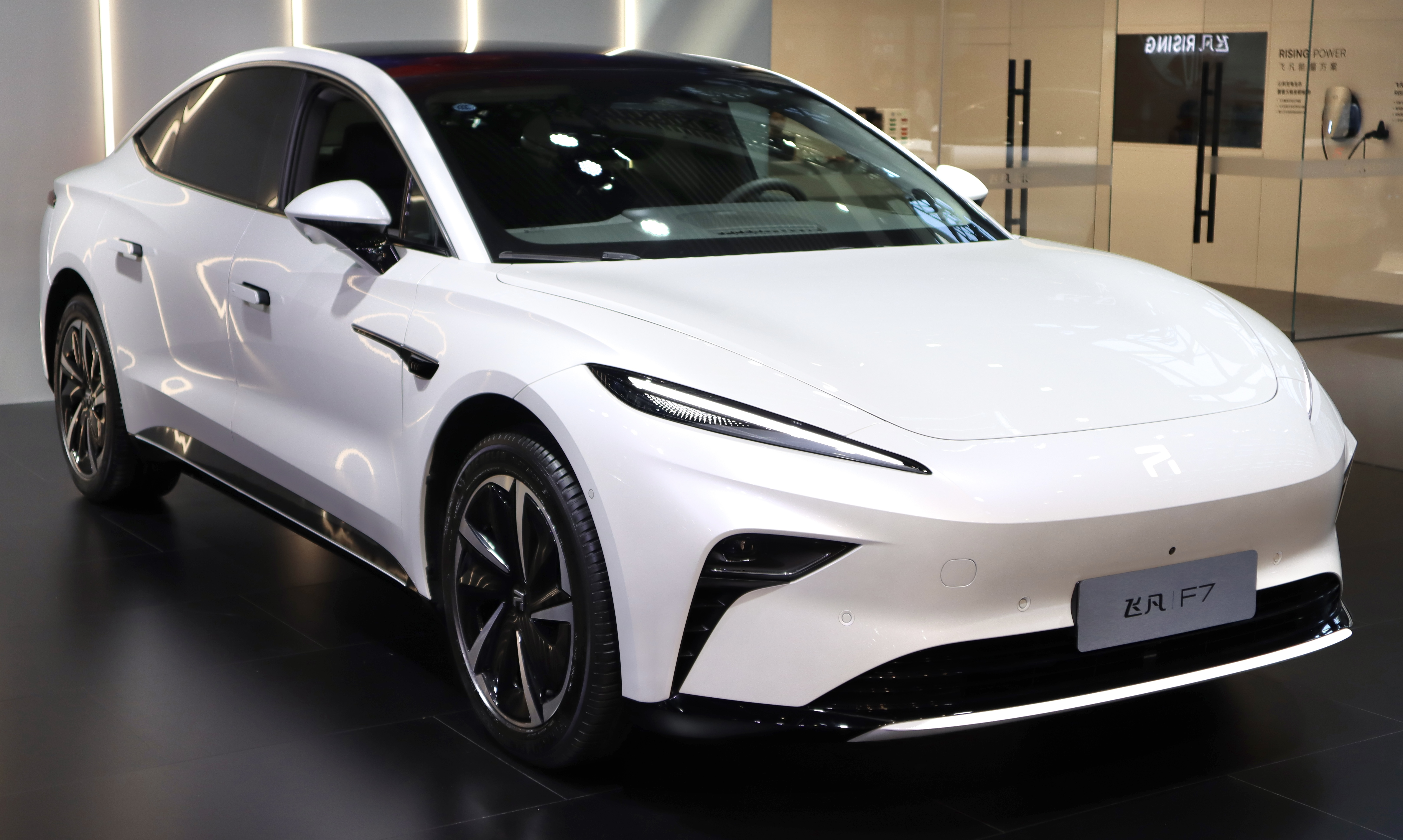
Rising F7

Rising Auto (chiń. upr. 飞凡汽车) – chiński producent elektrycznych samochodów osobowych, z siedzibą w Szanghaju, działający od 2021 roku. Należy do chińskiego koncernu SAIC Motor.

## Historia

### Linia modelowa R
W styczniu 2020 roku zaprezentowany został kompaktowy, w pełni elektryczny sedan Roewe R ER6 jako pierwszy samochód zasilający nową linię modelową w ramach marki Roewe koncernu SAIC Motor. Pojazd powstał jako bliźniaczy wariant Roewe i6 Max, odróżniając się od niego innym wyglądem pasa przedniego z centralnie umieszczonym logo marki R, jak i przemodelowaną deską rozdzielczą. W listopadzie 2020 roku linia modelowa R została poszerzona o SUV-a Marvel R, który podobnie jak model ER6 powstał jako zmodernizowana wersja oferowanego już modelu Roewe, elektrycznego SUV-a Marvel X. W stosunku do niego pojazd zyskał głębokie modyfikacje wizualne zarówno z zewnątrz, jak i wewnątrz. Pojazd promowano jako pierwszy samochód osobowy wyposażony w technologię 5G.

### Marka
W marcu 2021 roku koncern SAIC podjął decyzję o wydzieleniu linii modelowej R ze struktury Roewe, tworząc nową odrębną markę R skoncentrowaną wyłącznie na luksusowych samochodach elektrycznych. Jej inauguracji towarzyszyła prezentacja studyjnego modelu R ES33 Concept, który stanowił zapowiedź produkcyjnego modelu z debiutem zaplanowanym na 2022 rok.
W listopadzie 2021 koncern SAIC dokonał korekty nazwy swojej marki, z „R” na Rising Auto, w rodzimym języku chińskim promując się odtąd jako „Feifan”. Już pod nową marką, w 2022 zgodnie z zapowiedziami zadebiutował nowy model – elektryczny SUV Coupe Rising R7, z kolei z końcem tego samego roku firma wycofała się ze swoich dwóch najstarszych produktów na rzecz skoncentrowania się wyłącznie na pojazdach nowej generacji. Na początku 2023 ofertę uzupełnił wyższej klasy sedan, Rising F7, a tuż po tym debiucie firma wprowadziła stosowany już przez konkurencyjne NIO system wymiany baterii za pomocą dedykowanych stacji.

## Modele samochodów

### Obecnie produkowane

#### Samochody osobowe
- F7

#### SUV-y
- R7

### Historyczne
- ER6 (2020–2022)
- Marvel R (2020–2022)

### Studyjne
- R Marvel R Concept (2020)
- R ES33 Concept (2021)
- Rising R-Aura (2024)